# Sac City
Sac City är administrativ huvudort i Sac County i Iowa. Vid 2010 års folkräkning hade Sac City 2 220 invånare.